# Nonnebørn
Nonnebørn er en dansk film fra 1997.
- Manuskript og instruktion Cæcilia Holbek Trier.

Blandt de medvirkende kan nævnes:
- Amalie Dollerup
- Helle Fagralid
- Lisbet Dahl
- Cecilia Zwick Nash
- Kirsten Rolffes
- Bodil Jørgensen
- John Hahn-Petersen
- Nastja Arcel
- Kurt Ravn
- Robert Hansen